# Puurijärvi-Isosuo Nationalpark
Puurijärvi-Isosuo Nationalpark (finsk: Puurijärven ja Isosuon kansallispuisto) er en nationalpark i Birkaland og Satakunta- regionerne i Finland . Den blev grundlagt i 1993 og dækker et areal på 27 km². Området består hovedsageligt af store sumpområder og Puurijärvi-søen. Desuden er de alluviale kyster i Kokemäenjoki i næsten naturlig tilstand her.